# 백운산 (경기)
백운산(白雲山)은 대한민국 경기도 용인시 수지구 고기동 과 수원시 장안구 상광교동, 의왕시 오전동, 왕곡동에 걸쳐 있는 산으로 높이는 해발 567m이다.

## 한남정맥
백운산은 한남정맥(漢南正脈)에 속해있는 산으로 칠장산(七長山:492m, 죽산)에서 도덕산·국사봉(안성)·상봉·달기봉·무너미고개·함박산(函朴山:349.3m, 용인)·학고개·부아산(負兒山:402.7m, 용인)·메주고개(覓祖峴)·석성산(石城山:471.5m, 용인)·할미성·인성산(仁聖山:122.4m, 용인)·형제봉·광교산(光敎山:582m)·백운산(白雲山:567m)·수리산·국사봉(國思峯:538m)·청계산(淸溪山:618m)·응봉(鷹峰:348m)·관악산(冠岳山:629m)·소래산(蘇來山)·성주산(聖住山)·철마산·계양산(桂陽山)·가현봉(歌弦峰)·필봉산(筆峰山)·학운산(鶴雲山)·것고개·문수산 등으로 이어주고 있다.

## 지리
백운산은 전국에 흔한 이름의 산이지만 광교산과 바라산에 이어지는 산맥 정상부 북단의 567m 고지를 말하며, 이곳에 지적측량 삼각점이 있다. 남동쪽으로는 광교산과 490고지로 알려져 있는 종루봉(비로봉)를 거쳐 형제봉으로 이어지며, 북동쪽으로는 고분재·바라산·학현·국사봉·청계산으로 이어진다. 서쪽에는 의왕시 오전공동묘지가 있고 350m의 중턱에는 북서~남동 방향으로 미군의 군사 시설이 있다.
북서쪽의 유수는 백운호수에 모였다가 학의천을 거쳐 안양천으로 흐르며, 서쪽의 유수는 왕곡천을 거쳐 안양천으로, 남쪽의 유수는 광교저수지에 모였다가 수원천·원천천을 거쳐 황구지천으로, 동쪽의 유수는 동막천을 거쳐 탄천으로 유입되고 있다. 주요 식생은 참나무가 주류를 이룬다. 백운호수는 1953년 9월에 준공된 인공호수로, 규모가 커서 음식점, 숙박 시설을 비롯한 유원지로 조성되어 있다.
백운호수를 감싸고 있는 백운산은 바라산(428m)·광교산과 능선으로 연결되어 있어, 청계산부터 광교산까지 청광종주 코스로 산행을 많이 다닌다. 정상에 오르면 북서쪽으로 모락산과 수리산(475m)이 보이고, 북쪽으로 멀리 관악산이 보이면서 의왕시와 안양시를 관망할 수 있다.

### 지질
백운산의 기반암은 경기 육괴/경기 지괴에 속하는 선캄브리아기의 흑운모 편마암이 대부분이다.

## 산행 코스
산행은 고천동, 상광교동, 백운호수에서 시작한다.
고천동에서 출발하면 백운사를 거쳐 560봉을 지나 정상에 오르며 고분재를 거쳐 학의동 방면으로 하산하는데, 약 10.4km 거리로 3시간 40분 정도 소요된다.
상광교동에서 출발하는 코스는 주능선을 따라 안부에 오르고 560봉을 거쳐 정상에 도착한다. 남북 방향의 등산로는 등산객들이 즐겨 찾는 종주 코스이다. 하산은 고분재와 관음사를 거쳐 내려가는데, 약 10.2km 거리로 3시간 20분 정도 소요된다. 
임도로 오르면 백운호수에서 산행을 시작한다. 백운호수 남단은 의왕백운지식문화밸리 개발이 되어 학의동교회는 없어졌고, 해링턴플레이스 아파트 506동 앞 등산로 초입을 지나면 소나무 숲이다. 이곳을 거쳐 임도를 타고 고분재의 남쪽 봉우리에 오르고 이어 정상에 도착한 다음 북서쪽 능선을 따라 공원묘지, 철탑을 지나 하산하며, 3시간 10분 정도 소요된다.

## 같이 보기
- 한국의 산
- 광교산
- 형제봉
- 청계산
- 법화산
- 수원시의 지질

## 참고 문헌
- 『내 고장 용인 지명·지지』, 이인영·김성환 저, 용인문화원 향토문화연구소(2001년)
- 『용인시사』 용인시사편찬위원회(2006년)